# ماك ديمون
ماك ديمون (بالإنجليزية: Mack Damon)‏ هو منتج أسطوانات وملحن ومهندس الصوت أمريكي، ولد في 22 ديسمبر 1972.

## وصلات خارجية
- ماك ديمون على موقع ميوزك برينز (الإنجليزية)
- ماك ديمون على موقع أول ميوزيك (الإنجليزية)
- ماك ديمون على موقع ديسكوغز (الإنجليزية)